# Őzegér
Az őzegér (Peromyscus maniculatus) az emlősök (Mammalia) osztályának rágcsálók (Rodentia) rendjébe, ezen belül a hörcsögfélék (Cricetidae) családjába és a Neotominae alcsaládjába tartozó faj.

## Előfordulása
Az Egyesült Államok délkeleti területei, valamint a messzi északi területek kivételével az egész észak-amerikai kontinensen megtalálható.
Az őzegérnek 66 alfaja ismert, és ezek mind kivétel nélkül nagy számban élő, apró termetű rágcsálók. Az őzegér élőhelye  szorosan kapcsolódik a fehérlábú egér (Peromyscus leucopus) élőhelyeihez. Mivel a két faj nagyon hasonló megjelenésű, leginkább a vörösvérsejt agglutinációs vizsgálata vagy kariotípusos technikák alkalmazása segíthet a fajok elkülönítésekor. Az őzegerek fizikailag is megkülönböztethetőek a fehérlábú egértől, mégpedig az őzegér hosszú tarka farka után. Az őzegerek kedvelt laboratóriumi kísérleti állatok, ugyanis önállóan tisztán tartják magukat és tartásuk nem okoz különösebb nehézséget.

## Megjelenése
Az őzegér apró termetű, (farok nélkül mérve) mindössze 8–10 cm hosszúságot elérő állat. Testméreteihez képest nagy csillogó szemei és nagy fülei kölcsönzik kiváló látását és hallását. Puha prémjének színe a fehértől a feketéig változhat, de minden őzegéren jól elkülönül a fehér színezetű szőrzettel borított alsó rész és lábak.

## Életmódja
Az őzegerek éjszakai állatok. A nappalt olyan fákon, faodvakban töltik, ahol fészkük építéséhez kellő mennyiségben találnak növényi építőanyagot. Az egyes almok egy-egy nőstény őzegér saját területfoglalását is jelképezik. Az egy alomból való őzegerek nem vesznek részt közös csoport létrehozásában. Az egyedfejlődésük során az egy alomból való őzegerek kapcsolata sokkal többet jelent, mint a két különböző alomból való őzegereké. Bár az őzegerek területfoglalók, ezekre a területekre nem jellemzők az átfedések. Ha egymást átfedő helyfoglalás következik be, akkor ezeken az egymást átfedő területeken az ellenkező neműek helyett az azonos neműek felbukkanása a gyakoribb. Az azonos alomból való őzegerek egymást átfedő területére tévedve felismerik és elkerülik egymást.
Ugyanúgy mint a fehérlábú egér, az őzegér is hordozója lehet a végzetes hantavírusoknak, amelyek súlyosan megbetegíthetik az embert is.

## Táplálkozása
Magvak, gyümölcsök, ízeltlábúak, levelek, és gombák jelentik a fő táplálékát. A gombákból viszonylag ritkábban és csak keveset fogyaszt. Az őzegér táplálkozási szokása az év különböző időszakaiban igazodik a szezonálisan elérhető táplálékforrásokhoz. A téli hónapokban táplálékának egyötödét az ízeltlábúak alkotják. Ezek közé tartoznak a pókok, hernyók, és a poloskák. A tavaszi hónapokban a magok válnak elérhetővé számára, valamint rovarok, melyeket nagy mennyiségben fogyaszt. Leveleket is találtak az őzegerek gyomrában a tavaszi szezon időszakában. A nyári hónapokban magok és a gyümölcsök jelentik számára a táplálékot. Ősszel lassan újra változik az étkezési szokása, és kezd újra a téli szezonnak megfelelően táplálkozni.

## Szaporodása
Egy vizsgálat kimutatta, hogy csak kevesebb mint az alom fele (nőstény-hím ugyanúgy) maradt az eredeti szülőhelyén és szaporodott ott, vagy annak közelében. Ez azt jelenti, hogy intrafamiliáris párzás és a génáramlás az őzegér esetében teljes egészében korlátozva van. A nőstény őzegér az év minden részében szaporodik. Az őzegér szapora állat. Az egyik legmagasabb számú egyed létrehozására képes a többi helyi emlősfajhoz képest. Minden alomban körülbelül négy egér van. A nőstény körülbelül egy hónapig vemhes. A hím őzegerek számára a nőstények engedik, hogy besegítsen a fészek építésében, ezáltal melegen tartva az almot annak túlélése érdekében.

## Rokon fajai
- Peromyscus leucopus  - fehérlábú egér
- Peromyscus gossypinus  - gyapotegér
- Peromyscus gossypinus restrictus  - Chadwick-parti gyapotegér

## Képek

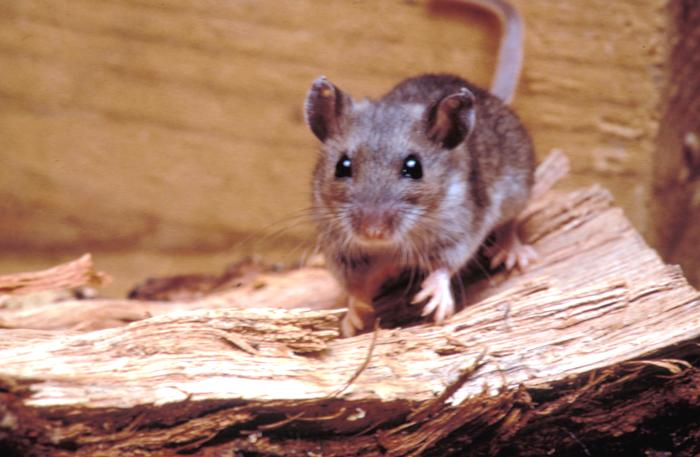
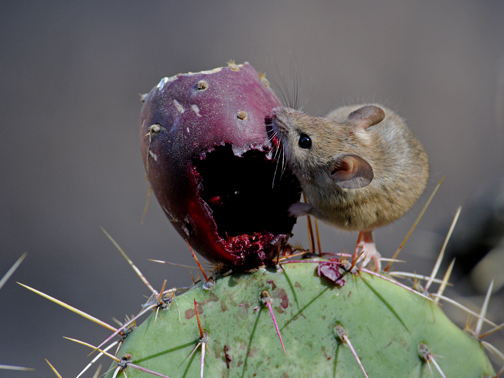
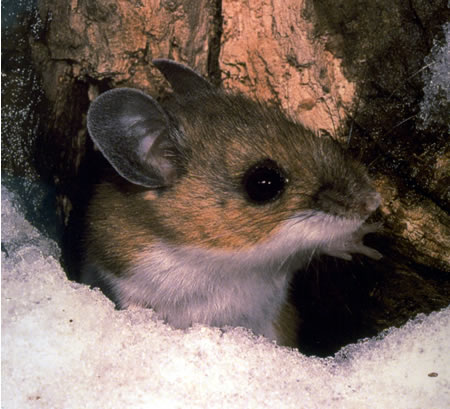
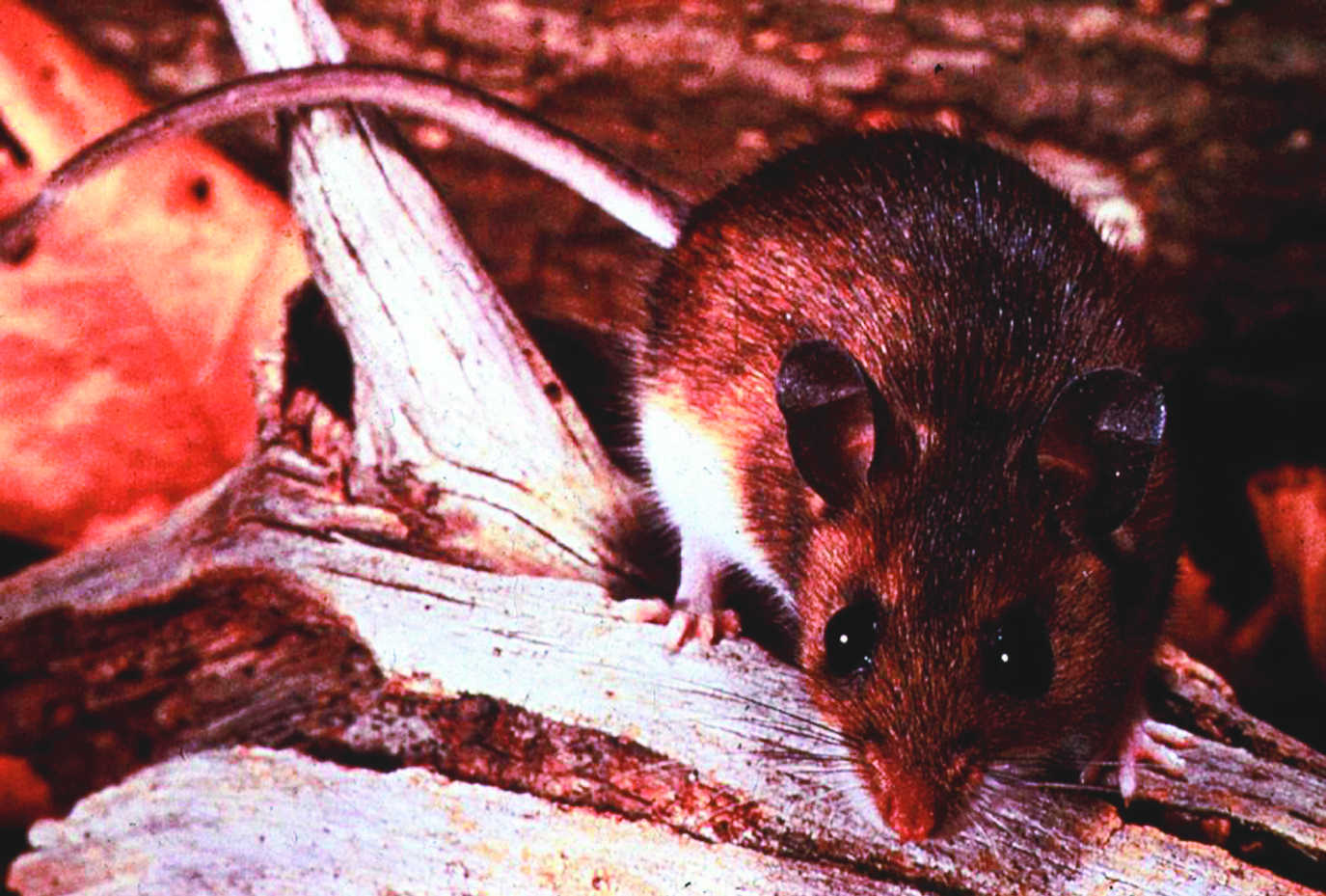
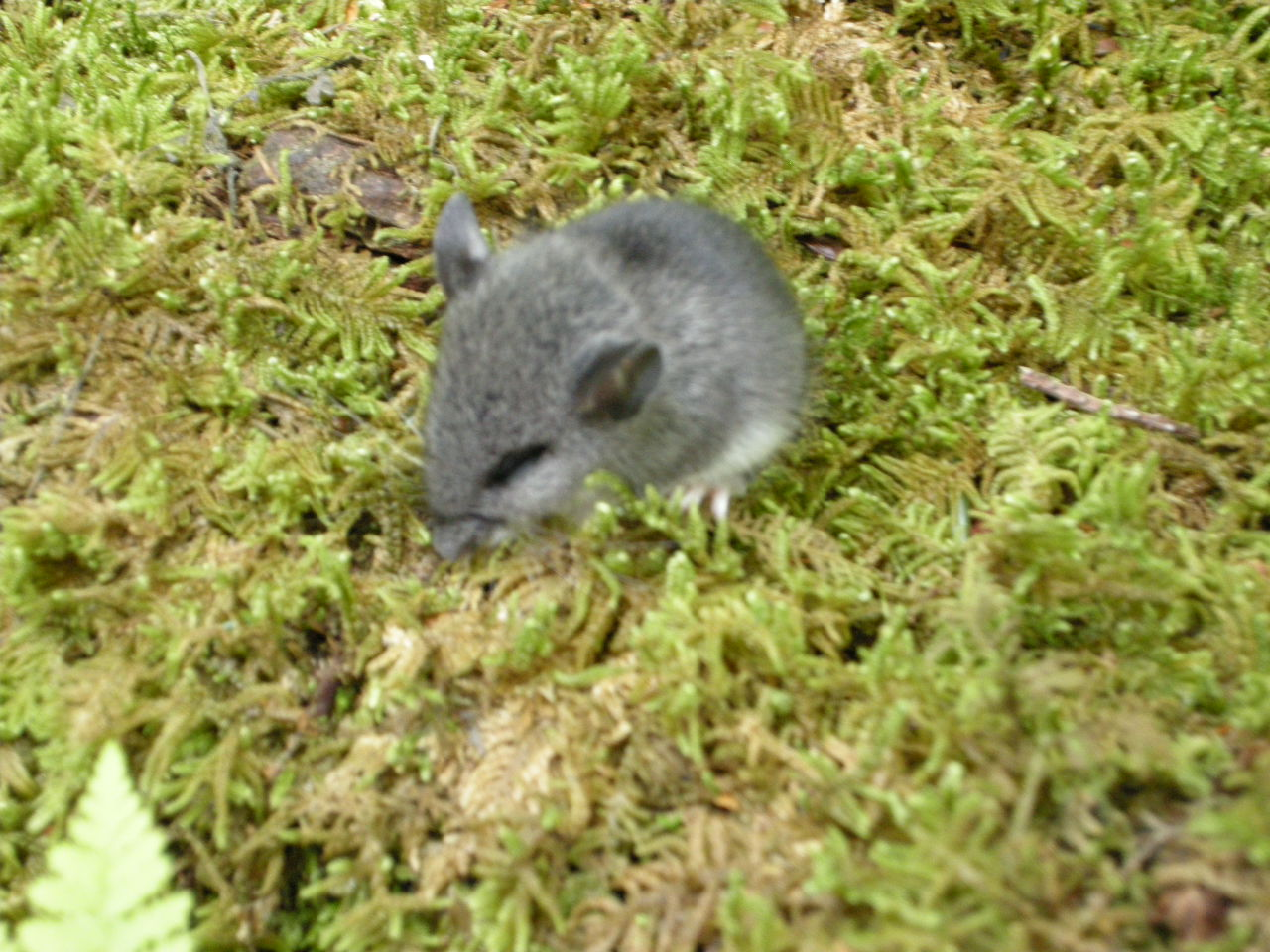

### Fordítás
Ez a szócikk részben vagy egészben a Peromyscus maniculatus című angol Wikipédia-szócikk fordításán alapul.  Az eredeti cikk szerkesztőit annak laptörténete sorolja fel. Ez a jelzés csupán a megfogalmazás eredetét és a szerzői jogokat jelzi, nem szolgál a cikkben szereplő információk forrásmegjelöléseként.